# Конфликт в Малко Токио
„Конфликт в Малко Токио“ (на английски: Showdown in Little Tokyo) е американски екшън филм от 1991 година на режисьора Марк Л. Лестър, с участието на Долф Лундгрен и Брендън Лий, на който му е първата американска роля. Филмът излиза на екран от 23 август 1991 г.

## Актьорски състав
| Актьор               | Роля                  |
| -------------------- | --------------------- |
| Долф Лундгрен        | сержант Крис Кенър    |
| Брендън Лий          | детектив Джони Мурата |
| Кари-Хироюки Тагава  | Фунекей Йошида        |
| Тия Карере           | Минако Окея           |
| Тоширо Обата         | Сато                  |
| Филип Тан            | Танака                |
| Родни Кагеяма        | Еди                   |
| Ърни Лайвли          | детектив Нелсън       |
| Джеймс Таенака       | Хардбой               |
| Рене Грифин          | Ангел                 |
| Рийд Асато           | Муто                  |
| Такайо Фишер         | Мама Ямагучи          |
| Саймън Ри            | Ито                   |
| Верни Уотсън-Джонсън | коронер Нони Ръсел    |

## В България
Един от първите му дублажи е на разпространителя Брайт Айдиас през 1992 г. с превод на Камен Ранчев.
Излъчва се през 2012 г. по bTV с оригинално аудио на английски език със субтитри на български от Доли Медия Студио с превод от Лидия Пълова.